# Max Sens
Max Wilhelm Hermann Sens (* 19. Dezember 1906 in Hamburg; † 6. Dezember 1962) war ein deutscher Politiker, Parteifunktionär (KPD/SED) und Widerstandskämpfer gegen das NS-Regime. Er war Mitglied des Zentralkomitees (ZK) und der Zentralen Parteikontrollkommission (ZPKK) der Sozialistischen Einheitspartei Deutschlands (SED).

## Leben
Sens, Sohn eines Verkäufers und Dekorateurs sowie einer Verkäuferin, besuchte von 1913 bis 1921 die Grundschule sowie von 1921 bis 1925 die Berufsschule in Hamburg. 1924/25 absolvierte er eine Ausbildung zum Graveur in Hamburg, war dann jedoch arbeitslos. Zwischen 1923 und 1925 studierte Sens drei Semester an der Kunstgewerbeschule (Abendkurse). Ab 1929 arbeitete er als Graveur in Hamburg, später als Inseratenakquisiteur.
1925 trat Sens dem Kommunistischen Jugendverband Deutschlands (KJVD), der Internationalen Arbeiterhilfe (IAH) und dem Deutschen Metallarbeiterverband bei. Er wurde Politischer Leiter der KJVD-Abteilung Neustadt, dann des Distriktzentrums. Von 1927 bis 1929 gehörte er der KJVD-Bezirksleitung Wasserkante an und war dort 1927/28 Leiter der Agitprop-Abteilung und 1928/29 Sekretär.
1929 trat er der Revolutionären Gewerkschafts-Opposition, 1930 der Kommunistischen Partei Deutschlands (KPD) bei. 1929/30 war er Instrukteur beim ZK des KJVD, ab 1930 der KPD Hamburg-Zentrum. 1931 wurde Sens Betriebsinstrukteur der KPD-Bezirksleitung Wasserkante in Hamburg-Wandsbek, 1932 war er Sekretär der KPD-Unterbezirksleitung Flensburg und 1932/33 Sekretär des IAH-Landesvorstandes Wasserkante.
Sens beteiligte sich aktiv am illegalen Widerstandskampf der deutschen Kommunisten gegen das NS-Regime. 1933 leitete er den KPD-Unterbezirk Kiel, dann den Unterbezirk Hamburg-Altona. 1933/34 war er Leiter der Roten Hilfe Deutschlands (RHD) Wasserkante (Deckname „Walter“) und 1934/35 der Abteilung Agitation und Propaganda der RHD-Reichsleitung (Deckname „Erich“). Am 25. April 1935 wurde Sens verhaftet und verbrachte die U-Haft in Berlin-Moabit. Im Dezember 1935 vom „Volksgerichtshof“ wegen „Vorbereitung zum Hochverrat“ zu 15 Jahren Zuchthaus verurteilt. Er war zunächst im Gefängnis Berlin-Charlottenburg, dann von 1936 bis 1942 im Zuchthaus Luckau und schließlich bis 1945 im Zuchthaus Brandenburg-Görden inhaftiert. Im April 1945 musste er am Marsch der politischen Gefangenen von Brandenburg nach Berlin teilnehmen.
Nach der Befreiung war er im Mai/Juni 1945 Polizeiinspekteur in Berlin-Spandau, dann Referent der Abteilung für Sozialwesen im Bezirksamt Berlin-Spandau. Von 1945 bis 1949 war er Leiter des KPD-Unterbezirks bzw. Erster Vorsitzender des SED-Kreisvorstandes Berlin-Spandau. Von 1946 bis 1950 gehörte er zudem der KPD-Bezirksleitung Groß-Berlin bzw. dem SED-Landesvorstand Berlin an. Von 1946 bis 1948 war er Abgeordneter der Bezirksverordnetenversammlung Berlin-Spandau und SED-Fraktionsvorsitzender.
1949/50 fungierte er als Erster Vorsitzender der Landesparteikontrollkommission (LPKK) der SED Berlin. Von 1950 bis 1959 war er Mitglied der ZPKK der SED, ab 1958 auch ihr stellvertretender Vorsitzender. 1953/54 studierte er an Parteihochschule beim ZK der KPdSU in Moskau. Von 1954 bis 1958 war er Kandidat, ab 1958 Mitglied des ZK der SED. Von 1959 bis 1962 fungierte er als Bevollmächtigter der Zentralen Kommission für Staatliche Kontrolle im Bezirk Dresden und 1962 im Bezirk Potsdam.
Sens starb bei einem Unfall, vermutlich durch Selbstmord aus persönlichen Motiven heraus.

## Auszeichnungen
- Vaterländischer Verdienstorden in Silber (6. Mai 1955)
- Medaille für Kämpfer gegen den Faschismus 1933 bis 1945 (1958)
- Orden „Banner der Arbeit“ (1959)